# Upleziowy Potok
Upleziowy Potok – potok będący dopływem Łososiny. Jest to prawy (a jednocześnie pierwszy) dopływ źródliskowego odcinka tej rzeki. Jego zlewnia znajduje się we wsi Półrzeczki w województwie małopolskim, w powiecie limanowskim, w gminie Dobra w Beskidzie Wyspowym.
Upleziowy Potok wypływa dwoma ciekami na wysokości ok. 1035 m n.p.m. pod wierzchołkiem Kutrzyca (drugi wierzchołek Jasienia). Spływa przez las w kierunku północno-zachodnim. Uchodzi do Łososiny (źródłowego potoku) na wysokości ok. 735 m n.p.m. (za osiedlem Bulaki). Charakteryzuje się czystą wodą, kamienistym dnem i dużym spadkiem.